# Papilio constantinus
Papilio constantinus — бабочка семейства парусников (лат. Papilionidae).

## Внешний вид
Размах крыльев самок 80—95 мм, самцов — 70—90 мм. Основной цвет крыльев чёрный. По верхней поверхности крыльев, в средней трети, проходит полоса крупных пятен овальной формы белого или жёлтого цвета. Вдоль костального края крыльев располагается ряд мелких пятен округлой формы того же цвета. В проксимальной части ячейки переднего крыла располагается овальное пятно белого или жёлтого цвета. Задние крылья имеют «хвостики».

### Сходные виды
- Papilio dardanus Brown, 1776
- Papilio delalandei Godart, 1824
- Papilio phorcas Cramer, 1775
- Papilio rex Oberthür, 1886

## Распространение
Бабочка широко распространена по всей территории субтропической Африки, кроме высокогорий.

## Подвиды
- P. c. constantinus Ward, 1871 (Эфиопия, Сомали, Кения, Танзания, Замбия, Мозамбик, Зимбабве, ЮАР)
- P. c. lecerfi Koçak, 1996 (Кения)
- P. c. mweruanus Joicey & Talbot, 1927 (Конго, Танзания, Замбия)

## Образ жизни
Кормовые растения: Vepris lanceolata, Clausena, Citrus. Время лёта с ноября по февраль.